# Babcia (film 1971)
Babcia (czes. Babička) – czechosłowacki dwuczęściowy film telewizyjny z 1971 w reżyserii Antonína Moskalyka. Filmowa adaptacja powieści Boženy Němcovej, w polskim tłumaczeniu wydanej pod tytułem „Babunia”.

## Obsada
- Jarmila Kurandová jako babcia
- Libuše Šafránková jako Barunka
- Míla Myslíková jako Tereza Prošková
- Květa Fialová jako księżna pani
- Magda Vášáryová jako hrabina Hortensie
- Josef Somr jako Talián
- Libuše Geprtová jako Viktorka
- Oldřich Vlach jako Toník Síma
- Jaroslava Obermaierová jako Kristla
- Jan Hrušínský jako Orlík
- Jaroslav Moučka jako Kudrna
- Antonie Hegerlíková jako Mikešová
- Pavlína Moskalyková jako Manča
- Helena Růžičková jako młynarzowa
- Josef Kemr jako swat
- Petr Čepek jako myśliwy
- Zdeněk Kryzánek jako myśliwy
- Václav Kotva jako kantor

## Opis fabuły
Tytułowa Babunia na prośbę córki Teresy przenosi się z Olesznic w Górach Orlickich do doliny, aby pomagać w wychowaniu wnuków. Film przedstawia perypetie Jeníka, Adélki, Baronki, Wiktorki oraz psów Sułtana i Tyrlo, a także innych mieszkańców wioski m.in. Kristli z pubu i jej kochanego Jakuba. Babunia wywiera wielki wpływ na życie każdego z nich.